# Rudi Istenič
Pour les articles homonymes, voir Istenič.
Rudi Istenič est un footballeur international slovène né le 10 janvier 1971 à Cologne. Il évoluait au poste de milieu de terrain.

## Biographie
International slovène, il reçoit 17 sélections en équipe de Slovénie de 1997 à 2000. Il fait partie du groupe slovène lors de l'Euro 2000.

## Carrière
- 1993-1995 :  SV Straelen
- 1995-1999 :  Fortuna Düsseldorf
- 1999-2001 :  KFC Uerdingen 05
- 2001-2003 :  Eintracht Brunswick
- 2003-2004 :  KSV Hessen Kassel
- 2004-2005 :  Eintracht Baunatal
- 2005-2006 :  SV Siegfried Materborn